# 95式刺刀
95式刺刀（英語：QNL-95，全稱：95式多用途刺刀，以下简称为QNL-95）是一款由中国人民解放军的战场多用途刀和刺刀。

## 歷史
1995年，QNL-95隨95式枪族一同通過設計定型，同时配用。

## 用途
除了作为步枪刺刀使用以外，QNL-95还能夠砍削灌木、铰剪铁丝、鋸割钢筋、修銼金属构件，也可用于打开罐头、拧螺絲用途。

## 設計
为QBZ-95式枪族所配的QNL-95是新研制的多功能作战辅助工具。
从其外形特征，可以发现QNL-95参考了美国M9刺刀，但其刀柄的形状为两者之间最明显的区别。
QNL-95具有178毫米（7.01英吋）的刀锋，而且刀身上具有长孔套设计，可与其刀鞘头的驻笋组合成钳子，全刀绝缘。
由于95式刺刀可安装于QBS-06以下，理论上QNL-06亦可反过来，安裝在95式、03式、95-1式和191式使用。
換言之，QBZ-95及以后的中国5.8毫米口徑自动步枪（除QTS-11式單兵綜合作戰系統）都有兩款可用的刺刀。
但由于使用机会不多，或是处于保密因素，目前该款刺刀的使用图片较少，其相关资料亦较为稀少。

## 外部連結
- （英文）—NN Bayonet Museum—Type 95（页面存档备份，存于）
- （简体中文）—D boy Gun World（槍炮世界）—95式枪族—附件（页面存档备份，存于）
- （简体中文）—第三时空网—95式多用途刺刀（页面存档备份，存于）
- （简体中文）—新浪网—武器纵横：国产QNL95式多用途刺刀(组图)（页面存档备份，存于）

1. ↑  .   [2018-08-03]. （原始内容存档于2018-08-07）.
2. ↑  .   [2018-08-03]. （原始内容存档于2018-08-03）.
3. ↑  . weibo.com.   [2025-06-04]. （原始内容存档于2022-01-13）.
4. ↑  . www.bilibili.com.   [2025-06-04].
5. ↑  网易. . www.163.com. 2017-05-11  [2025-06-04].
6. ↑  . k.sina.cn.   [2025-06-04].
7. ↑  轻兵器杂志社. .   [2022-01-13]. （原始内容存档于2022-01-13）.